# Adams (Norra Ilocos)
Adams (Bayan ng Adams) är en kommun i Filippinerna. Kommunen ligger på ön Luzon, och tillhör provinsen Norra Ilocos. Folkmängden uppgår till 1 480 invånare.
Adams är indelad i 1 barangay.